# Benkriget

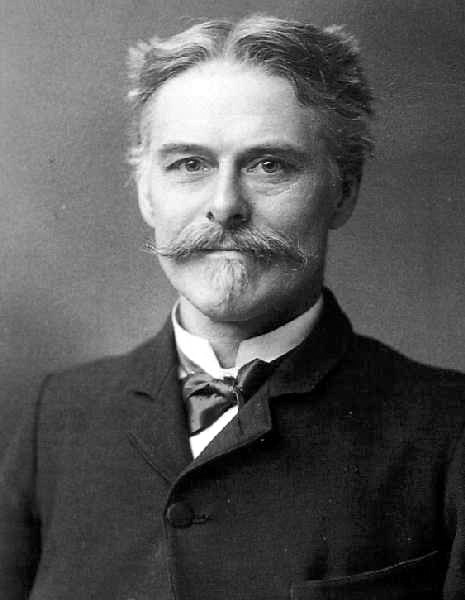
Edward Drinker Cope

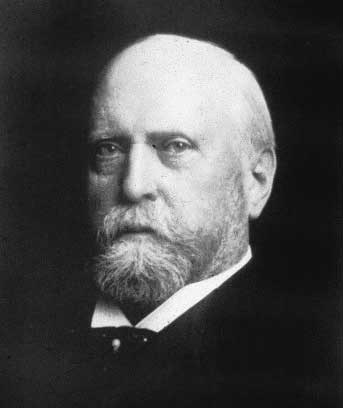
Othniel Charles Marsh

Benkriget kallas en rivalitet mellan dinosaurieforskarna Othniel Charles Marsh och Edward Drinker Cope i slutet av 1800-talet som resulterade i en stor upptäckt av skelettfynd och ny kunskap om dinosauriearter. 
De var från början goda vänner och kollegor men år 1870 tog det vändning när Cope visade Marsh en rekonstruktion av en Elasmosaurus som man hade hittat i Kansas. Marsh upptäckte vid en granskning av djuret att Cope begått ett misstag. Huvudet hade placerats i fel ända av skelettet och när Marsh tänkte publicera detta blev Cope så arg att han hade för avsikt att förstöra alla kopior av Marshs rapport innan någon hann läsa den. Detta blev startskottet för den så kallade stora dinosaurierushen eller benkriget. 
Cope och Marsh var båda välbärgade och hade rika familjer vilket gjorde att de kunde skicka stora expeditioner till Colorado, Wyoming och Montana på långa och svåra utgrävningar. Tillsammans hittade de 136 dinosauriearter (Slutresultatet blev Marsh 80 och Cope 56) varav många är bland de mest kända. Cope hittade de välkända Camarasaurus och Coelophysis. Cope namngav den köttätande Dimetrodon (med det karaktäristiska ryggseglet) som inte var en dinosaurie utan förekom under tidsperioden perm som kom innan perioden trias då dinosaurierna började förekomma. Marsh hittade bland andra den köttätande Allosaurus och den jättelika Apatosaurus.